# أندرو سميث (لاعب كريكت)
أندرو سميث (30 مايو 1969 - ) (بالإنجليزية: Andrew Smith)‏ هو لاعب كريكت بريطاني.

## وصلات خارجية
- أندرو سميث على موقع إي آس بي آن كريك إنفو (الإنجليزية)